# Billie Marten
Billie Marten (* 27. Mai 1999 in Ripon, North Yorkshire; wirklicher Name Isabella Sophie Tweddle) ist eine englische Singer-Songwriterin.
Mit ihrem Album Writing of Blues and Yellows hatte sie 2016 einen Charterfolg in Großbritannien.

## Biografie
Inspiriert durch die literarischen und musikalischen Interessen ihrer Eltern begann Isabella „Billie“ Tweddle schon in der Kindheit mit Gitarrespielen und dem Schreiben eigener Songs. Mit 12 Jahren nahm sie ihre Gitarre und sang bei lokalen Veranstaltungen. Ein Internetvideo, das eigentlich für den Verwandtenkreis gedacht war, fand darüber hinaus einiges Interesse. 2013 spielte sie unter ihrem Künstlernamen Billie Marten eine Session beim YouTube-Kanal Ont’ Sofa, die große Aufmerksamkeit erregte. Sie fand einen Manager und veröffentlichte im Jahr darauf ihre erste Single Ribbon, die es in das Programm von BBC Radio 1 schaffte, und eine gleichnamige EP. 2015 unterschrieb sie einen Plattenvertrag mit Chess Club Records. Beim Festival in Reading stand sie auf der Newcomer-Bühne und mit weiteren Veröffentlichungen wie Heavy Weather und Bird brachte sie es auf die Nominiertenliste für den Sound of 2016 der BBC, die ihr den Durchbruch vorhersagte.
Sie arbeitete in diesem Jahr an ihrem Debütalbum und veröffentlichte vorab weitere Singles. Writing of Blues and Yellows kam schließlich Ende September 2016 heraus und schaffte den Charteinstieg auf Platz 53. Im Jahr darauf nahm sie erst einmal eine Veröffentlichungsauszeit, bevor 2018 weitere Singles folgten. Außerdem war sie Gastsängerin auf George Ezras Nummer-1-Album Staying at Tamara’s. 2019 folgte ihr zweites Album Feeding Seahorses by Hand, das allerdings den Erfolg des Vorgängers nicht fortsetzen konnte.

## Diskografie
Alben
- Writing of Blues and Yellows (2016)
- Feeding Seahorses by Hand (2019)
- Flora Fauna (2021)
- Drop Cherries (2023)
- Dog Eared (2025)

EPs
- Ribbon (2014)
- As Long As (2015)

Lieder
- Ribbon (2014)
- Heavy Weather (2015)
- Out of the Black (2015)
- Bird (2015)
- As Long As (2015)
- Milk & Honey (2016)
- La Lune (2016)
- Lionhearted (2016)
- White Christmas (2016)
- Mice (2018)
- Blue Sea, Red Sea (2018)
- Betsy (2019)
- Cartoon People (2019)
- Orange Tree (2020)